# Старосамбірський деканат
Старосамбірський деканат — колишня структурна одиниця Перемишльської єпархії греко-католицької церкви з центром в м. Старий Самбір. Очолював деканат декан.

## Територія
В 1936 році в Старосамбірському деканаті було 16 парафій:
1. Парафія с. Білич Горішній;
2. Парафія с. Білич Долішній;
3. Парафія с. Волошинова;
4. Парафія с. Лаврів;
5. Парафія с. Лінина Велика;
6. Парафія с. Лінина Мала;
7. Парафія с. Лопушанка Хомина;
8. Парафія с. Лужок Горішний з філією в с. Бусовиська;
9. Парафія с. Потік Великий з філіями в с. Нанчілка Велика, с. Нанчілка Мала та приходом у с. Тиха;
10. Парафія м. Старий Самбір з приходом у присілках Посада Горішня, Посада Долішня, Смільниця;
11. Парафія с. Страшевичі з філією в с. Созань;
12. Парафія с. Стрілки з приходом у присілках Млини, Лисиці, Ваньовичі;
13. Парафія с. Стрільбичі;
14. Парафія с. Сушиця Рикова;
15. Парафія с. Тершів;
16. Парафія с. Ясениця Замкова.

### Декан
- 1936 — Козаневич Евген у Страшевичах.

### Кількість парафіян
1936 — 22 306 осіб.
Деканат було ліквідовано в 1946 р.